# آنتونی رونکالیا
آنتونی رونکالیا (انگلیسی: Anthony Roncaglia؛ زادهٔ ۳۰ اوت ۲۰۰۰) بازیکن فوتبال است.